# Операція примітивної рекурсії
Опера́ція приміти́вної реку́рсії — двомісна операція, широко вживана в теорії рекурсивних функцій. Пара рекурсивних функцій: перша функція від {\displaystyle m+2} змінних {\displaystyle h(x_{1},...,x_{m+1},\ x_{m+2})}, а інша функція від {\displaystyle m} змінних {\displaystyle g(x_{1},...,x_{m})} , утворює функцію від {\displaystyle m+1} змінних {\displaystyle f(x_{1},...,x_{m+1})} за такою схемою:
{\displaystyle f(x_{1},...,x_{m},\ 0)=g(x_{1},...,x_{m})}
{\displaystyle f(x_{1},...,x_{m},\ n+1)=h(x_{1},...,x_{m},\ n,\ f(x_{1},...,x_{m},\ n))}